# Alexander van Blijenburgh
Alexander Hendrik Willem "Lex" van Blijenburgh (ur. 28 maja 1877 w Amsterdamie, zm. 23 stycznia 1960 w Wassenaar) – holenderski oficer i szermierz, brązowy medalista olimpijski.
Na olimpiadzie w Atenach w 1906 roku zajął trzecie miejsce w szpadzie indywidualnej. Wyprzedzili go tylko Francuzi: Georges Dillon-Kavanagh i Georges de la Falaise. Startował także w szabli indywidualnej oraz w turnieju szabli - trzy uderzenia, w obu przypadkach odpadając w pierwszej rundzie.
Był zawodowym żołnierzem. W 1900 roku został podporucznikiem kawalerii. Brał udział w I wojnie światowej, dosłużył się stopnia podpułkownika.